# برازي
برازي هي قرية تقع في إقليم أراد في رومانيا. تبعد عن أراد 111 كم.

## السكان
حسب إحصائيات 2002 بلغ عدد سكان القرية 1,417 نسمة.